# Trokar

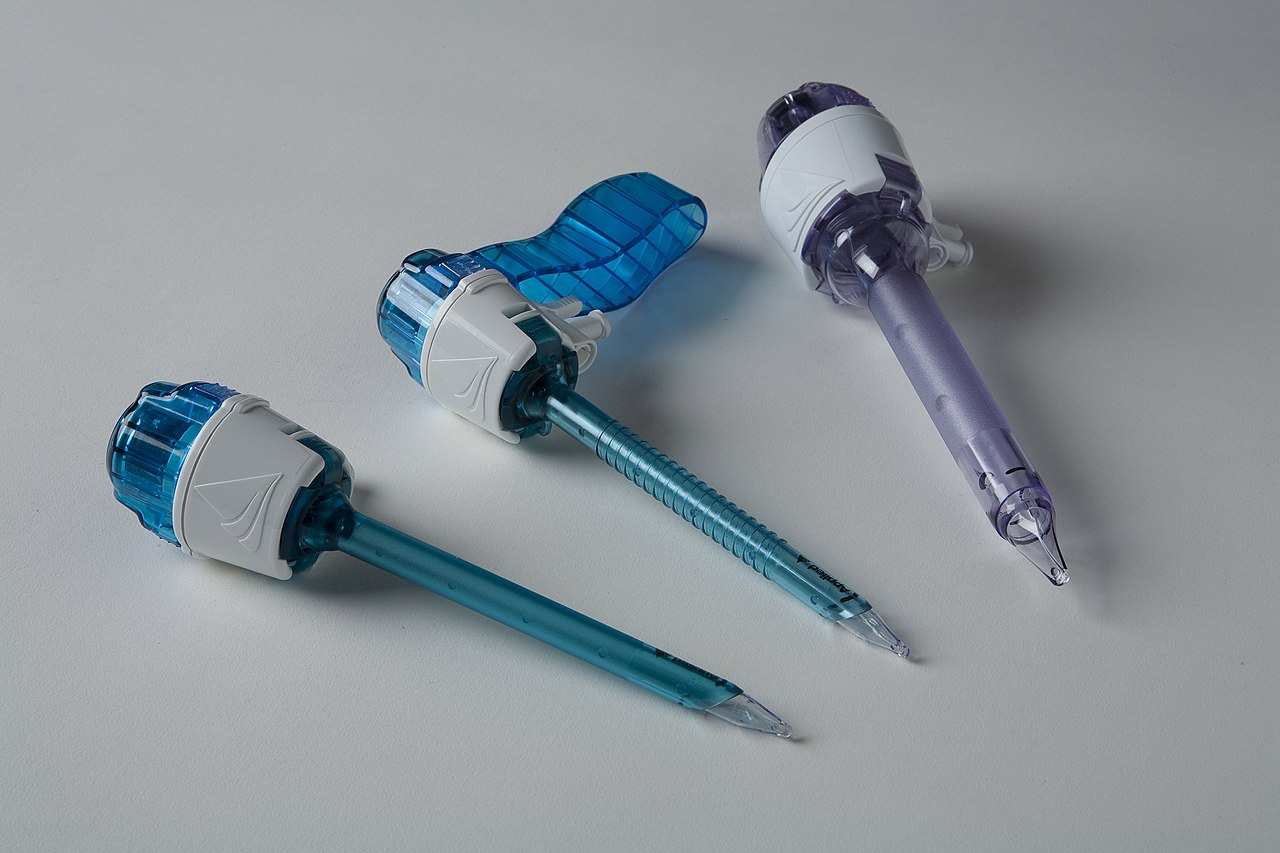
Nowoczesne trokary różnych rodzajów i średnicy

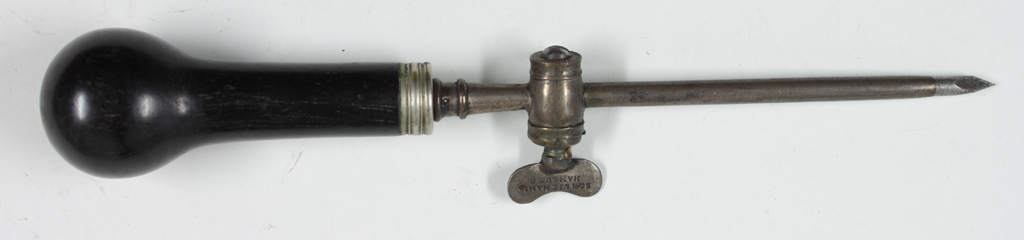
Trokar, około 1850.

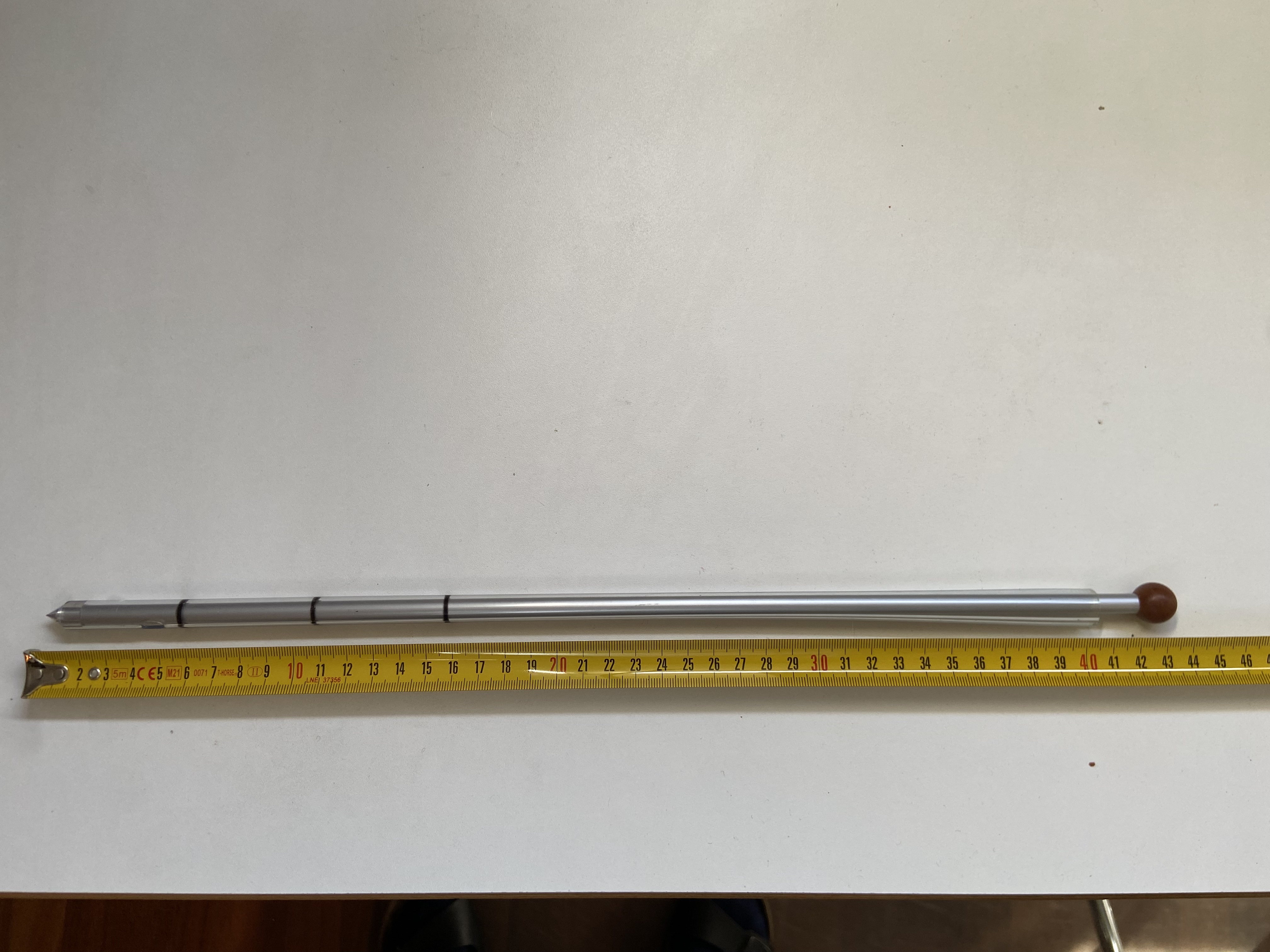
Trokar do jamy opłucnej.

Trokar – narzędzie chirurgiczne w kształcie prowadnicy rurowej (kaniula, koszulka, kanał roboczy, port), w której umieszczony jest trzpień ze stali, lub twardego plastiku (mandryn, obturator, sztyft, grot) o ostrym bądź zaokrąglonym zakończeniu. Trokary stosuje się w chirurgii endoskopowej w celu wytworzenia kanału przez powłoki ciała do jamy otrzewnej, jamy opłucnej, przestrzeni zaotrzewnowej bądź innych części ciała. Po osadzeniu trokaru usuwa się mandryn, a pozostawiona metalowa, lub plastikowa kaniula jest wykorzystywana jako port umożliwiający wprowadzanie narzędzi endoskopowych. Kaniule trokaru posiadają na końcach uszczelki zapobiegające ucieczce gazu wprowadzonego do jamy ciała w celu utrzymania odmy. Chirurgiczne techniki endoskopowe najczęściej stosuje się w operacjach na narządach jamy brzusznej (laparoskopia) i klatki piersiowej (torakoskopia).
W weterynarii trokar można stosować w celu upuszczenia gazów przy wzdęciach (np. przy wzdęciu żwacza u bydła).

## Historia
Trokary były używane już w starożytności do upuszczania np. płynu z jamy otrzewnej. W XIX w. nastąpił ich dalszy rozwój. Skonstruowano wiele nowych urządzeń, które najczęściej służyły do odbarczenia z płynu worka osierdziowego, jamy opłucnej i jamy otrzewnej.